# N-кістяк

Граф гіперкуба є 1-кістяком тесеракту.

N-кістяк у математиці, зокрема в алгебраїчній топології, є топологічним простором X, який представлений у вигляді симпліційного комплексу (відповідно CW-комплексу), який належить до підпростору Xn, що є об'єднанням симплексів X (відповідно клітин X) розмірів m ≤ n. Іншими словами, враховуючи індуктивне визначення комплексу, n-кістяк отримується, зупинкою на n-му кроці.
Ці підпростори збільшуються зі значенням n. 0-кістяк являє собою дискретний простір, а також 1-кістяк топологічного графа. Скелети простору використовуються в теорії обструкцій, для побудови спектральних послідовностей за допомогою фільтрації, і взагалі для створення індуктивних аргументів. Вони особливо важливі, коли X має нескінченну розмірність в тому сенсі, Xn не стає постійним, коли {\displaystyle n\to \infty }.

## В геометрії
В геометрії, a k-кістяк n-багатогранника P (функціонально представлені у вигляді skelk(P)) складаються з усіх i-політопів, які мають розмірність не більше k.
Наприклад:
skel0(куб) = 8 вершин: skel1(куб) = 8 вершин, 12 ребер: skel2(куб) = 8 вершин, 12 ребер, 6 квадратних граней

## Для симпліційних множин
Вищезгадане визначення кістяка симпліційного комплексу — це окремий випадок поняття кістяка симпліційної множини. Коротко кажучи, спрощений набір {\displaystyle K_{*}} може бути описаний сукупністю множин {\displaystyle K_{i},\ i\geqslant 0}, разом з гранями і виродження між ними задовольняють ряд рівнянь. Ідея n-кістяку {\displaystyle sk_{n}(K_{*})} — це спочатку відкинути набори {\displaystyle K_{i}} із {\displaystyle i>n}, а потім доповнити колекцію {\displaystyle K_{i}} із {\displaystyle i\leqslant n} до «найменшої можливої» симпліційної множини, так що отримана симпліційна множина не містить ніяких вироджених симплексів степені {\displaystyle i>n}.
Більш точно, обмеження функтора
{\displaystyle i_{*}:\Delta ^{op}Sets\rightarrow \Delta _{\leqslant n}^{op}Sets}
має лівого спряженого, який позначається як {\displaystyle i^{*}}. (Нотації {\displaystyle i^{*},i_{*}} є порівнянними з функторами зображень для пучків.) n-кістяк симпліційної множини {\displaystyle K_{*}} визначається як
{\displaystyle sk_{n}(K):=i^{*}i_{*}K.}

### Кокістяк
Крім того, {\displaystyle i_{*}} має правий спряжений {\displaystyle i^{!}}. n-кокістяк визначається як
{\displaystyle \cos k_{n}(K):=i^{!}i_{*}K.}
Наприклад, 0-skeleton K являє собою постійний симпліційну множину, визначену як {\displaystyle K_{0}}. 0-кокістяк визначається нервом Чеха
{\displaystyle \dots \rightarrow K_{0}\times K_{0}\rightarrow K_{0}.}
(Граничний та вироджений морфізми задаються різними проєкціями та діагональними вкладеннями, відповідно.)
Наведені вище конструкції працюють для більш загальних категорій (замість множин), за умови, що у категорії є розшарований добуток. Кокістяк необхідний для визначення поняття гіперпокриття в гомотопичній алгебрі і алгебраїчній геометрії.